# Ostankowo (rejon ust-kubiński)
Ostankowo (ros. Останково) – wieś w Rosji, w rejonie ust-kubińskim obwodu wołogodzkiego. W 2010 r. liczyła 10 mieszkańców.